# Le Bois-Hellain
Le Bois-Hellain è un comune francese di 237 abitanti situato nel dipartimento dell'Eure nella regione della Normandia.

## Società

### Evoluzione demografica
Abitanti censiti